# 南浦站 (南浦市)
南浦站（：／ Namp'o yŏk */?）是朝鮮民主主義人民共和國南浦特別市的一個鐵路車站，属于南浦线和島智里線。

## 历史
- 1910年10月16日：开始使用[1]。
- 2022年12月11日：新站房竣工[2]。

## 邻近车站
南浦线
新南浦站 - 南浦站
岛智里线
南浦站 - 岛智里站